# Urepione quadrilineata
Urepione quadrilineata là một loài bướm đêm trong họ Geometridae.